# Leonid Trauberg
Leonid Trauberg (russisk: Леонид Захарович Трауберг) (født 17. januar 1902 i Odessa i det Russiske Kejserrige, død 14. november 1990 i Moskva i Sovjetunionen) var en sovjetisk filminstruktør og manuskriptforfatter.

## Filmografi
- Oktjabrinas eventyr (Похождения Октябрины, 1924)
- Misjka mod Judenitj (Мишки против Юденича, 1925)
- Pariserhjul (film fra 1926) (Чёртово колесо, 1926)[2][3]
- Sjinel (Шинель, 1926)[4]
- Bratisjka (Братишка, 1927)
- Sammenslutningen for den store sag (Союз Великого дела, 1927)[5]
- En (Одна, 1931)
- Maxims ungdom (Юность Максима, 1935)
- Maxims tilbagevenden (Возвращение Максима, 1937)
- Vyborg side (Выборгская сторона, 1939)
- Skuespillerinde (Актриса, 1943)
- Unge Fritz (Юный Фриц, 1943)
- Simple mennesker (Простые люди, 1945)
- Mjortvyje dusji (Мёртвые души, 1960)
- Volnyj veter (Вольный ветер, 1961)